# 1883 en combiné nordique
| Années du combiné nordique : 1880 - 1881 - 1882 - 1883 - 1884 - 1885 - 1886    |
| Décennies du combiné nordique : 1850 - 1860 - 1870 - 1880 - 1890 - 1900 - 1910 |

Cette page reprend les résultats de combiné nordique de l'année 1883.

## Husebyrennet
1883 est l'année de la troisième édition de la Husebyrennet (faute de neige, l'épreuve n'avait pu se tenir en 1882). Elle déroule à Ullern, près d'Oslo. L'épreuve, disputée sur un tremplin de 20 mètres et sur une piste de 4 kilomètres, fut remportée par Torjus Hemmestveit devant son frère Mikkjel.